# Novakia scatopsiformis
Novakia scatopsiformis är en tvåvingeart som beskrevs av Gabriel Strobl 1893. Novakia scatopsiformis ingår i släktet Novakia och familjen svampmyggor. Arten är reproducerande i Sverige. Inga underarter finns listade i Catalogue of Life.